# Paralinhomoeus strigosus
Paralinhomoeus strigosus är en rundmaskart som beskrevs av Christian Wieser 1956. Paralinhomoeus strigosus ingår i släktet Paralinhomoeus och familjen Linhomoeidae. Inga underarter finns listade i Catalogue of Life.